# Базовая линия (дизайн шрифта)
Базовая линия (англ. baseline, или линия шрифта) — воображаемая прямая линия, проходящая по нижнему краю прямых знаков без учёта свисаний и нижних выносных элементов. В строке символы текста стоят на базовой линии, а нижние выносные элементы текста «свисают» с неё.
Кроме нижних выносных элементов, в обычном наборе базовые линии символов совпадают, однако они могут быть смещены для каждого символа отдельно. Смещение базовой линии отдельных символов применяется чаще всего для набора индексов.